# Iris (bohyně)

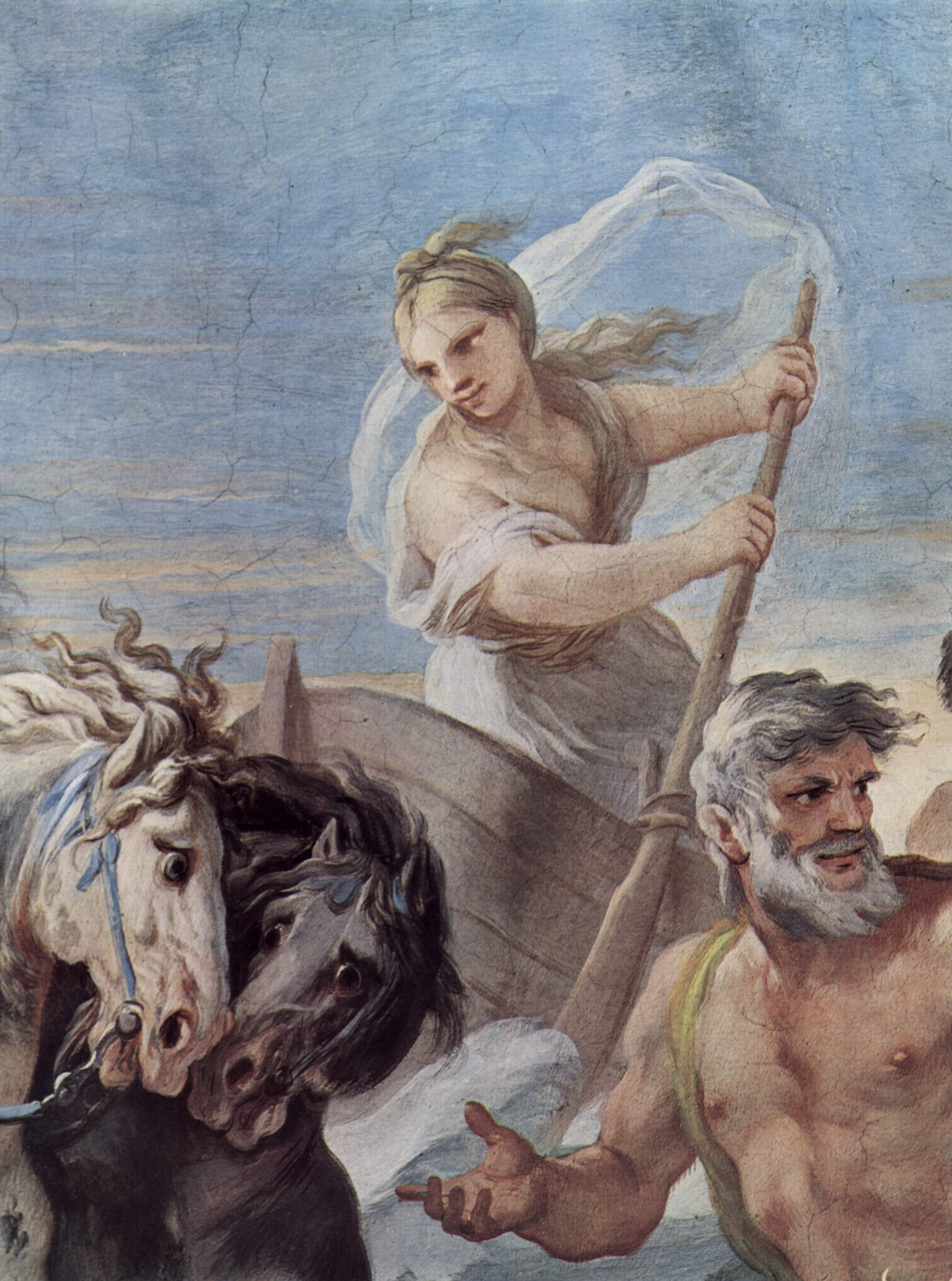
Luca Giordano, bohyně Iris, freska, 1684–1686

Iris (latinsky Iris) je v řecké mytologii dcera mořského boha Thaumanta a Élektry, dcery Titána Ókeana. Jde o bohyni duhy, která naplňuje mraky vodou.
Kromě toho je poslem bohů, zejména však nejvyššího boha Dia a jeho manželky Héry. Není jenom zvěstovatelkou zpráv, ale také důvěrnicí a rádkyní. Iris na rozdíl od posla bohů Herma příkazy bohů neprovádí, pouze je vyřizuje. Ráda si k nim sama leccos přidává, zejména pokud jde o vzkazy bohyním, na které žárlí.
V mýtech se uvádí, že mimo jiných činů odvedla zraněnou bohyni Afroditu z bojů před Trójou a na Héřin rozkaz ustřihla umírající Dídó kadeř a tak vyprostila její duši z těla.
Iris je krásná, čímž silně kontrastovala se vzhledem svých tří sester, jimiž jsou Harpyje, ohyzdné ženy s ptačími křídly a zobáky.

## Epiteta
- Chrysopteros („zlatokřídlá“)
- Aellopos („bouřná“)
- Podas ôkea nebo Podênemos ôkea („větronohá“)
- Thaumantias nebo Thaumantos („zázračná“)

## Odraz v umění
Antičtí umělci zobrazovali Iris jako krásnou okřídlenou dívku se džbánem s vodou a s hlasatelskou berlou. Množství jejích podob se zachovalo na vázových malbách, dvakrát je také zobrazena na reliéfech na východní straně Parthenónu.